# Oude Zijlpoort
| Fragmenten van de kaarten van Pieter Sluyter (circa 1355) en Joan Blaeu (1649) |
| Fragmenten van de kaarten van Pieter Sluyter (circa 1550) en Joan Blaeu (1649) |

De Oude Zijlpoort was een van de stadspoorten van Leiden, die van omstreeks 1355 tot 1646 stond waar nu de kruising is van de Haarlemmerstraat en de Koestraat, op de landpunt waar drie wateren samenkomen: Oude Vest, Oude Rijn en Oude Herengracht. De naam van de poort verwijst ook naar water: de oostelijk gelegen rivier de Zijl.
De eerste poort was van hout, maar in 1390 werd deze alsnog in steen uitgevoerd. Rond 1500 werd een bastion in de vorm van een ronde toren toegevoegd, waardoor je voortaan twee bruggen moest passeren als je de stad in wilde: de eerste brug ging naar het bastion, en de tweede brug van het bastion naar de eigenlijke poort.
Leiden groeide sterk aan het einde van de zestiende eeuw, mede doordat mensen na de Val van Antwerpen in 1585 vanuit de Zuidelijke Nederlanden naar de Hollandse steden trokken. Zij konden niet allemaal binnen de muren wonen en omstreeks 1600 ontstond er buiten de Zijlpoort woonbebouwing. Bij deze stadsuitleg van 1644 kwam de ommuring van Leiden driehonderd meter oostelijker te liggen en is de Oude Zijlpoort vervangen door een nieuwe poort, die in 1667 op zijn beurt werd vervangen door de nog bestaande Zijlpoort. In 1646 werd de oude Zijlpoort afgebroken.

## Bron
1. 1 2  Verdwenen Bouwwerken Referentielijst. verdwenengebouwen.nl. Geraadpleegd op 20 juni 2022.
2. ↑  Martin Hooymans, Poorten en gangen inleiding. oudleiden.nl (5 september 2020). Geraadpleegd op 21 juni 2022.

| Kaarten uit omstreeks 1550 en uit 1649. In beide bevindt de Zijlpoort zich rechtsboven in de stadsmuur. De oudste (links) is van Pieter Sluyter en geeft de oude poort weer, de andere is van Joan Blaeu, die een (vereenvoudigde) weergave van de nieuwe Zijlpoort toont. |
| Kaarten uit omstreeks 1550 en uit 1649. In beide bevindt de Zijlpoort zich rechtsboven in de stadsmuur. De oudste (links) is van Pieter Sluyter en geeft de oude poort weer, de andere is van Joan Blaeu, die een (vereenvoudigde) weergave van de nieuwe Zijlpoort toont. |

Bestaand:
Morspoort ·
Zijlpoort

Verdwenen:
Blauwpoort (voormalige Lopsenpoort) ·
Herenpoort ·
Hogewoerdsbinnenpoort ·
Hogewoerdsbuitenpoort ·
Koepoort ·
Marepoort ·
Oude Zijlpoort ·
Rijnsburgerpoort ·
Witte Poort